# Barry Wellman
Pour les articles homonymes, voir Wellman.
Barry Wellman est un sociologue américano-canadien né le 30 septembre 1942 dans le Bronx à New York et mort le 9 juillet 2024 à Toronto. Co-directeur du NetLab Network basé à Toronto, ses recherches portent sur la sociologie, internet, les interactions homme-machine et l'organisation sociale qui peuvent être observés à travers les réseaux sociaux, les communautés et les organisations.
Il écrit ou coécrit plus de 300 articles, chapitres, rapports et livres. Il enseigne comme professeur au Département de sociologie de l'Université de Toronto, durant 46 ans, de 1967 à 2013.

## Biographie
Barry Wellman est né et a grandi dans le Bronx, New York City. Il a eu l’équivalent du baccalauréat à la Bronx High School of Science en 1959, puis une licence en histoire sociale à Lafayette College en 1963.
Par ailleurs, il a réalisé une thèse à l'université Harvard où il a travaillé avec Chad Gordon, Charles Tilly et Harrison White et étudié avec Roger Brown, Cora Du Bois, George Homans, Alex Inkeles, Florence Kluckhon, Talcott Parsons et Phillip J.Stone. Il a obtenu un M.A (Master of Arts) en relations sociales en 1965 et un doctorat en sociologie en 1969. Il s’est principalement focalisé sur la communauté et les réseaux sociaux. Il est marié depuis 1965 avec Beverly Wellman, une chercheuse en médecine non conventionnelle.
Jusqu’en 1990, il a travaillé sur la sociologie communautaire et l’analyse des réseaux sociaux. Puis durant ses trois premières années à Toronto, il a rejoint le Clarke Institute of Psychiatry, travaillé avec D.B. Coates et co-dirigé le « Yorklea Study » dans la municipalité de East York. Cette étude est basée sur la collecte d’un ensemble de données en 1968 sur une large population pour déterminer les relations entre personnes. Elle a permis de démontrer que les communautés ne sont pas confinées aux limites géographiques. Le rapport de Wellman sur la question de communauté a été sélectionné comme un des sept articles les plus importants dans la sociologie Anglo-Canadienne.
Il a ensuite effectué un second travail à East York dans le centre d’études urbaines et communautaires de l’Université de Toronto en 1978-1979 en utilisant des interviews approfondies de 33 habitants de East York ayant déjà participé à la première étude pour en apprendre davantage sur leurs réseaux sociaux. Les résultats ont montré que le fait qu’il y ait des sœurs dans une fratrie apporte davantage un support émotionnel à celle-ci, tandis que les parents contribuent financièrement. Il a également été démontré que les épouses maintiennent un réseau social pour leur maris et pour elles-mêmes.
Bien que Wellman se soit orienté vers des études sur Internet, il a mené des analyses collaboratives sur les deux études effectuées à East York montrant que la réciprocité est plus un phénomène de liens qu’un phénomène de réseau social et que la fréquence des contacts interpersonnels avant Internet n’était pas linéairement associée à la distance géographique.
Wellman a publié un livre en 1999, Networks in the Global Village à propos des réseaux personnels à travers le monde. En 2007, il a publié une édition du journal Social Networks (vol. 29, no. 3, juillet) qui contient les résultats d’études appliquées au Canada, à la France, l'Allemagne et l'Iran. L’article s’intitule The network is personal.

## Réseaux sociaux
Barry Wellman a grandement contribué à la théorie des réseaux sociaux, notamment à travers son article Social Structures, coécrit avec S.D. Berkowitz. Cet ouvrage présente une analyse de l'histoire de la pensée sur les réseaux sociaux, et propose des principes de base d'analyse de ces phénomènes sociaux. La question de l'individualisme au sein des réseaux sociaux (passage de réseaux sociaux basés sur la notion de groupe à des réseaux sociaux organisés autour de l'individu) est au cœur du travail de Barry Wellman. Il a également travaillé sur la « glocalisation », avec en particulier son article Little Boxes, Glocalization, and Networked Individualism.

## Internet, technologie et société
Barry Wellman a souvent travaillé en collaboration avec des informaticiens, des professionnels de la communication et des professionnels de l’information. En 1990, il a étudié de quelle façon les personnes utilisaient Internet ainsi que d’autres technologies de communication pour communiquer et échanger des informations au travail, à la maison et dans leurs communautés. Par conséquent, son travail a étendu son intérêt à des communautés non locales et aux réseaux sociaux pour englober Internet, les téléphones mobiles et d’autres technologies de communication.
Le projet initial de Wellman (« Cavecat » qui s’est transformé en « Téléprésence ») était en collaboration avec Ronald Baecker (en), Caroline Haythornthwaite (en), Marilyn Mantei, Gale Moore et Janet Salaff. Ses travaux dans le début des années 1990 ont été menés avant la popularité grandissante d’Internet qui permet d’utiliser des ordinateurs en réseau pour faire des visioconférences et des travaux coopératifs assistés par ordinateur (TCAO). Caroline Haythornthwaite (pour sa thèse et ses autres travaux) et Wellman ont analysé pourquoi les informaticiens étaient connectés entre eux, que ce soit en ligne ou hors ligne. Ils ont découvert que les amitiés ainsi que les travaux collaboratifs étaient les facteurs les plus explicatifs de la connectivité au travail.